# Cryothenia
Cryothenia és un gènere de peixos pertanyent a la família dels nototènids.

## Distribució geogràfica
Es troba a l'oceà Antàrtic: el mar de Ross, l'arxipèlag Palmer, la costa occidental de la península Antàrtica i les zones més septentrionals de l'Antàrtida.

## Taxonomia
- Cryothenia amphitreta (Cziko & Cheng, 2006)[8]
- Cryothenia peninsulae (Daniels, 1981)[9][10][11][12][13][14]